# Antonio Beltramelli
Antonio Beltramelli (11. ledna 1879, Forlì – 15. března 1930, Řím) byl italský básník, spisovatel a novinář.

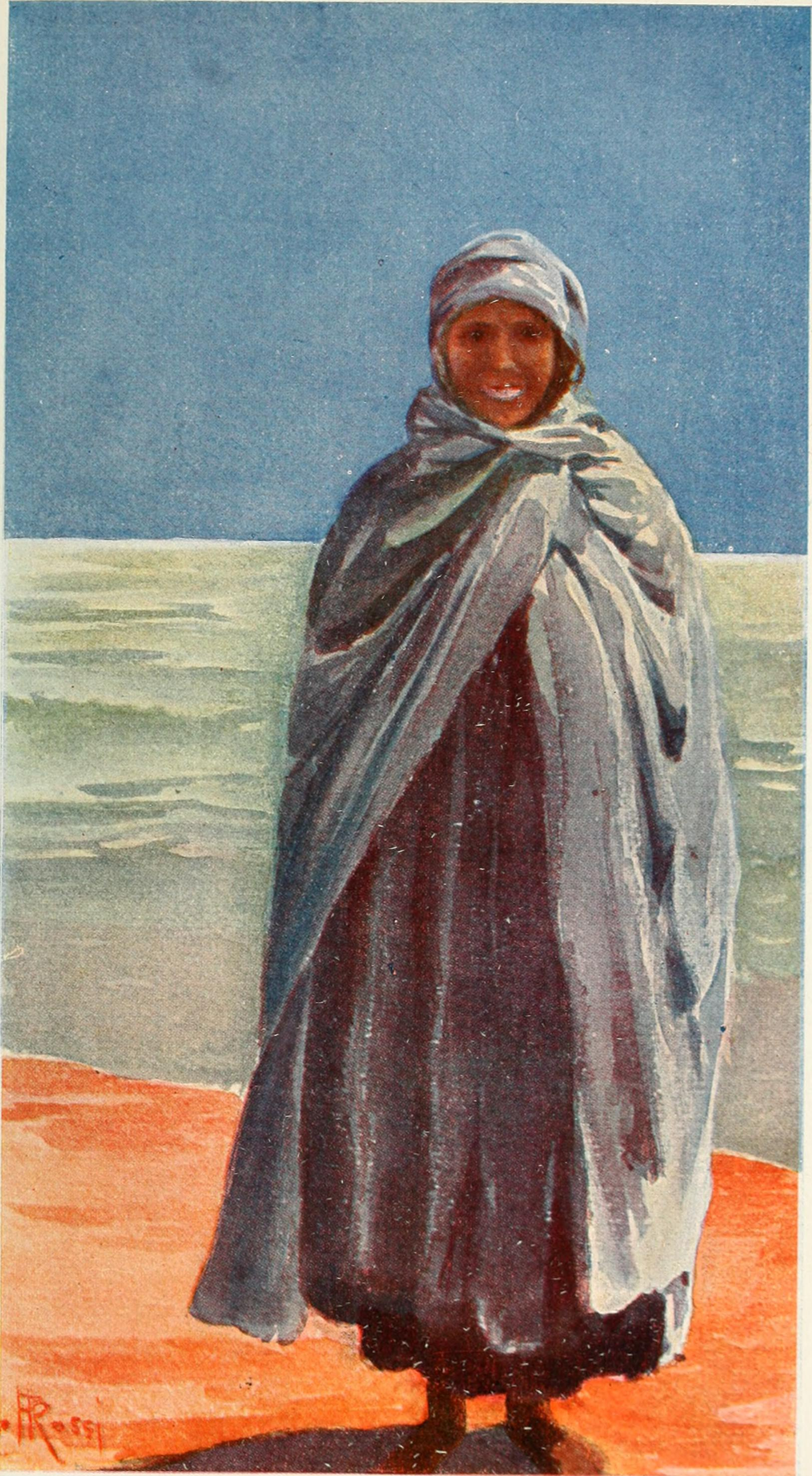
Il diario di un viandante (Dal Deserto al Mar Glaciale), 1911

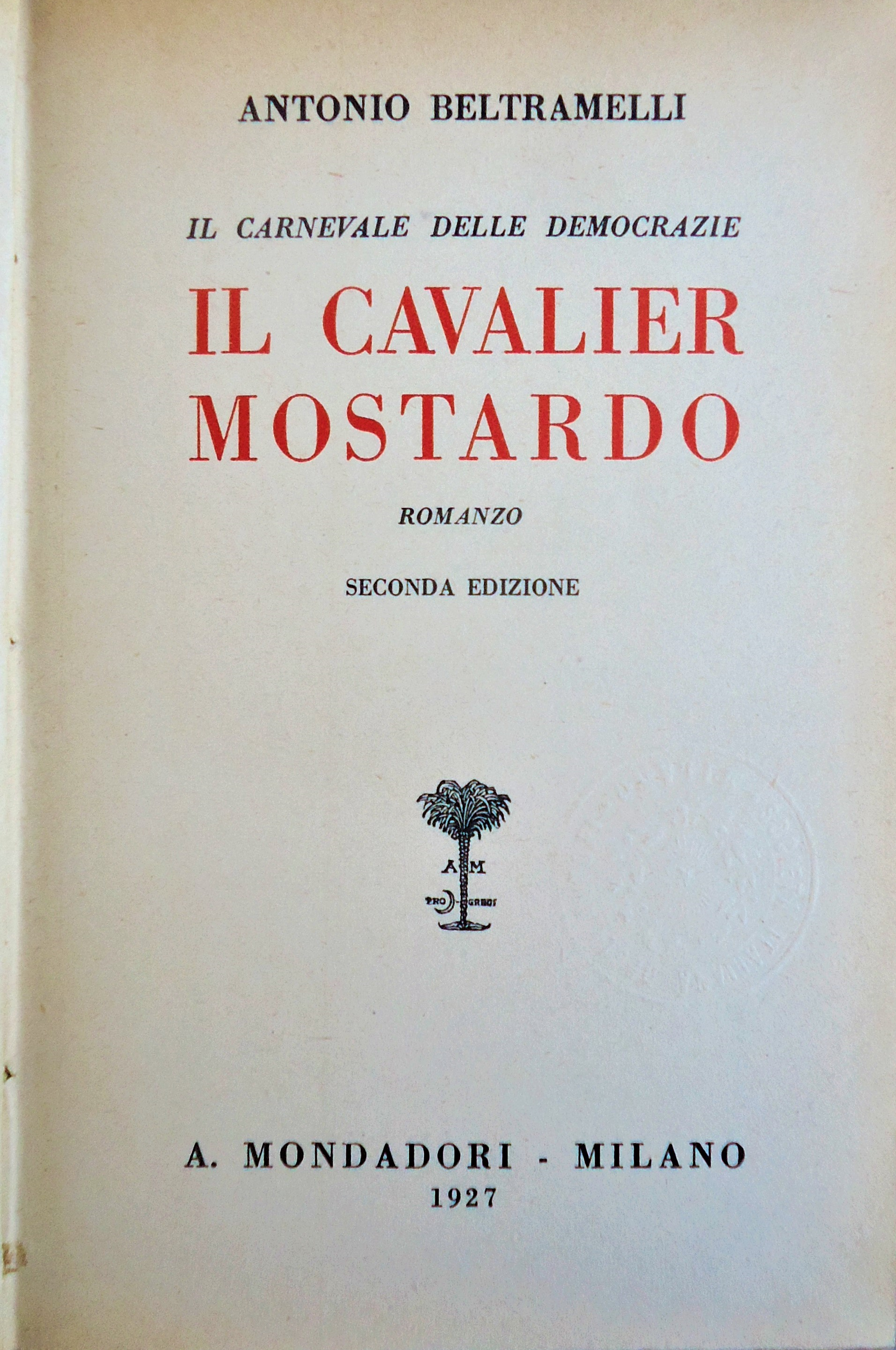
Antonio Beltramelli, Il Cavalier Mostardo, 1927

## Život
Narodil se v rodině upadajícího statkáře – jeho otec byl zaměstnancem městského berního úřadu a městským (a posléze zemským) radním v řadách roajalistů. Po ukončení střední školy nastoupil na vojenskou akademii v Modeně, odkud musel odejít kvůli své krátkozrakosti. Vystudoval Technický institut ve Forli a poté Vyšší školu sociálních věd ve Florencii, kde se chtěl věnovat diplomatické kariéře. Po přestěhování do Říma, ačkoli nikdy zcela neopustil Forli ani Romagnu, se stal uznávaným novinářem, nejprve v deníku Tribuna a poté v nově založeném Giornale d'Italia, kde se seznámil se Semem Benellim, svým spolužákem z univerzity. V letech 1907 až 1910 byl dopisovatelem deníku Corriere della Sera a cestoval po různých zemích.
Ve Forli spolupracoval s monarchisticko-konstitučními novinami La Difesa, které v roce 1910 založil Ezio Maria Gray a které chtěli monarchističtí liberálové postavit proti dvěma ostrým místním novinám, republikánským novinám Il Pensiero Romagnolo, které řídil poslanec Giuseppe Gaudenzi (brzy s nimi bude spolupracovat Pietro Nenni, (Pietro Nenni, jmenovaný tajemníkem Republikánské komory práce, která vznikla odštěpením od Socialistické komory práce) a La Lotta di Classe (Třídní boj), noviny založené v roce 1910 Benitem Mussolinim, vůdcem forlských socialistů, kteří byli v celé Romagni v drtivé většině maximalisté. V té době Beltramelli podal tento portrét svého téměř současníka Mussoliniho: "Vždycky nebo skoro vždycky ho vidím samotného, jak přechází velké náměstí ve Forli a vyhýbá se podloubí, aby nepotkal lidi, kteří ho rozčilují: klopy vyhrnuté nahoru, klobouk přes oči, hlavu skloněnou. Hustý černý plnovous, bledá tvář."
V roce 1912 začal ve Forli vydávat spolu s Francescem Nonnim časopis Il romanzo dei piccoli (Dětský román), který tiskla převážně tiskárna Luigi Bordandini. Spolupracoval s Aldem Spalliccim na časopise Il Plaustro a o několik let později, v roce 1920, s pomocí Francesca Balilly Pratella na časopise La Piè, který se měl zapsat do kulturního dědictví Romagny.
V roce 1913 byl svědkem na svatbě Arnolda Mondadoriho s Andreinou Monicelliovou.
Byl zapáleným nacionalistou, podporoval vstup Itálie do první světové války a později se přidal k fašismu.
V roce 1921 založil a poté řídil měsíčník (později čtrnáctideník) Giro Giro Tondo, vydávaný nakladatelstvím Mondadori, v němž publikoval pod různými zkratkami a akronymy (např. Belt); spolupracoval s ním ilustrátor Bruno Angoletta. Nápad byl zpočátku velmi úspěšný, a to i v zahraničí, takže Beltramelli uvažoval o tom, že z něj udělá mezinárodní časopis, který by mohl sjednotit všechny děti Evropy. Prodej bohužel nesplnil očekávání. Časopis byl proto zařazen do Giornalino della Domenica (1925), kde vycházel jako samostatná příloha.
V roce 1923 dosáhl velkého úspěchu se svým životopisem Mussoliniho s názvem L'uomo nuovo.
V roce 1925 byl jedním ze signatářů Manifestu fašistických intelektuálů, který vypracoval Giovanni Gentile.
V témže roce přivedl Antonio Beltramelli do své vily "Villa Sisa", několik kilometrů severně od Forli, japonskou operní pěvkyni Jošiko Faustu, známou také jako Cichita, a oženil se s ní.
V roce 1929 byl v první skupině nominovaných na cenu Accademia d'Italia.
Zemřel v roce 1930 ve věku 51 let.

### Kariéra
Jako novinář spolupracoval s listy Il Presente, Critica cittadina, La Difesa. V letech 1907-1910 byl dopisovatelem deníku Corriere della Sera v Norsku, Řecku a v severní Africe. Zúčastnil se italsko-turecké války o Libyi v letech 1911–1912 a 1. světové války. Stal se jedním z oficiálních představitelů italské fašistické kultury. V roce 1925 podepsal Manifest fašistických intelektuálů. Založil a vedl časopis fašistických spisovatelů Il Raduno (1927–1928). V roce 1929 byl jmenován akademikem.

## Dílo

### Spisy (výběr)
- Anna Perenna, 1904, povídky
- Gli uomini Rossi (Rudí muži), 1904, román
- Le gaia farandole (Veselé dětství), 1909, pro děti
- L'ombra del mandorlo (Stín mandlovníku), 1920, reportáže
- Il cavalier Mostardo (Kavalír Mostardo), 1922, román
- L'uomo nuovo (Nový člověk), 1923, životopis Mussoliniho

### České překlady
- Ověnčená a jiné povídky, překlad A. Muťovský, KDA, svazek 31, Praha, Kamilla Neumannová, 1907
- Tři povídky (Brány nebes, Dům v lese, Marija), překlad A. Muťovský, Praha, Jan Otto, 1910[8]
- Maréža, in: 1000 nejkrásnějších novel... č. 40, úvod František Sekanina, přeložil Jiří Prošek, s. 79–88, Praha, J. R. Vilímek, 1913
- Veselé dětství (La gaie farandole), překlad Vlad. Rovinský, Praha, Melantrich, 1925